# April 25 SC
Câu lạc bộ thể thao ngày 25 tháng 4 (tiếng tiếng Hàn Quốc: 4.25체육단, Sa io ch'eyuktan), hay gọi tắt là 4.25 SC, hoặc đôi khi là "Câu lạc bộ thể thao quốc phòng ngày 25 tháng 4" (4.25 '국방 체육 단', Sa io ch'eyuktan "Kukpang ch'eyuktan"), là một câu lạc bộ ở Cộng hòa Dân chủ Nhân dân Triều Tiên có trụ sở tại Bình Nhưỡng, chủ yếu được biết đến bên ngoài Bắc Triều Tiên cho các đội bóng đá nam và nữ. Câu lạc bộ thuộc về Lực lượng Vũ trang Nhân dân; tất cả các thành viên của các đội chuyên nghiệp (nam và nữ) được coi là sĩ quan làm việc cho quân đội Quân đội.

## Đội hình hiện tại
Tính đến 20 tháng 2 năm 2018
Ghi chú: Quốc kỳ chỉ đội tuyển quốc gia được xác định rõ trong điều lệ tư cách FIFA. Các cầu thủ có thể giữ hơn một quốc tịch ngoài FIFA.
| Số | VT | Quốc gia                             | Cầu thủ         |
| -- | -- | ------------------------------------ | --------------- |
| 1  | TM | Cộng hòa Dân chủ Nhân dân Triều Tiên | Ri Kwang-Il     |
| 2  | HV | Cộng hòa Dân chủ Nhân dân Triều Tiên | Jang Kum-nam    |
| 3  | HV | Cộng hòa Dân chủ Nhân dân Triều Tiên | Ri Hyong-mu     |
| 4  | TV | Cộng hòa Dân chủ Nhân dân Triều Tiên | Sim Hyon-jin    |
| 5  | HV | Cộng hòa Dân chủ Nhân dân Triều Tiên | Pak Jin-myong   |
| 6  | HV | Cộng hòa Dân chủ Nhân dân Triều Tiên | Kwon Chung-hyok |
| 7  | TV | Cộng hòa Dân chủ Nhân dân Triều Tiên | O Hyok-chol     |
| 8  | TV | Cộng hòa Dân chủ Nhân dân Triều Tiên | Han Song-hyok   |
| 9  | TV | Cộng hòa Dân chủ Nhân dân Triều Tiên | Kim Jong-chol   |
| 10 | TĐ | Cộng hòa Dân chủ Nhân dân Triều Tiên | An Il-bom       |
| 11 | TĐ | Cộng hòa Dân chủ Nhân dân Triều Tiên | Om Chol-song    |
| 12 | HV | Cộng hòa Dân chủ Nhân dân Triều Tiên | Kim Chol-bom    |
| 13 | TĐ | Cộng hòa Dân chủ Nhân dân Triều Tiên | Rim Chol-min    |
| 14 | HV | Cộng hòa Dân chủ Nhân dân Triều Tiên | Son Pyong-il    |
| 15 | TV | Cộng hòa Dân chủ Nhân dân Triều Tiên | Won Song        |
| 16 | TV | Cộng hòa Dân chủ Nhân dân Triều Tiên | Yun Il-gwang    |
| 17 | TĐ | Cộng hòa Dân chủ Nhân dân Triều Tiên | Kim Ju-song     |

| Số | VT | Quốc gia                             | Cầu thủ        |
| -- | -- | ------------------------------------ | -------------- |
| 18 | TĐ | Cộng hòa Dân chủ Nhân dân Triều Tiên | Kim Yu-song    |
| 19 | TV | Cộng hòa Dân chủ Nhân dân Triều Tiên | So Hyon-uk     |
| 20 | TV | Cộng hòa Dân chủ Nhân dân Triều Tiên | So Kyong-jin   |
| 21 | TM | Cộng hòa Dân chủ Nhân dân Triều Tiên | An Tae-song    |
| 22 | TV | Cộng hòa Dân chủ Nhân dân Triều Tiên | Ri Hyong-jin   |
| 24 | TV | Cộng hòa Dân chủ Nhân dân Triều Tiên | Choe Jong-hyok |
| 25 | TĐ | Cộng hòa Dân chủ Nhân dân Triều Tiên | Jang Hyok      |
| 26 | HV | Cộng hòa Dân chủ Nhân dân Triều Tiên | Pak Myong-song |
| 27 | TV | Cộng hòa Dân chủ Nhân dân Triều Tiên | Myong Cha-hyon |
| 28 | TV | Cộng hòa Dân chủ Nhân dân Triều Tiên | Kim Kuk-bom    |
| 29 | HV | Cộng hòa Dân chủ Nhân dân Triều Tiên | Pak Song-rok   |
| 30 | HV | Cộng hòa Dân chủ Nhân dân Triều Tiên | An Song-il     |
| 31 | TM | Cộng hòa Dân chủ Nhân dân Triều Tiên | Chol-Ryong Son |
| 33 | TV | Cộng hòa Dân chủ Nhân dân Triều Tiên | Jong Chung-son |
| 37 | HV | Cộng hòa Dân chủ Nhân dân Triều Tiên | Kim Kwang-jin  |
| 41 | TM | Cộng hòa Dân chủ Nhân dân Triều Tiên | Ha Jin-myong   |

## Các môn thể thao khác
Ngoài bóng đá, 25 tháng 4 còn tham gia hàng chục môn thể thao khác nhau, bao gồm điền kinh, khúc côn cầu trên băng, bóng rổ, bóng chuyền và bóng ném.
25 tháng 4 có cả đội bóng chuyền nam và nữ. Đội bóng chuyền nữ 25 tháng 4 đã từng tham dự Giải bóng chuyền nữ quốc tế VTV Cup 2008, tổ chức tại Việt Nam. Đội đã giành chức vô địch khi đánh bại đội Zhetyssu Almaty của Kazakhstan. Vận động viên Jong Jin-sim được vinh danh là Cầu thủ toàn diện nhất giải đấu.